# Juvigny (Marne)
Juvigny é uma comuna francesa na região administrativa do Grande Leste, no departamento de Marne. Estende-se por uma área de 21.37 km², e possui 931 habitantes, segundo o censo de 2018, com uma densidade de 44 hab/km².